# Amy Cissé
Amy Cissé, née le 28 août 1969 à Brignoles, est une joueuse de basket-ball française.

## Biographie
Amy Cissé commence le basket en minime en 1984 dans le club de l'Amicale Sportive des Cheminots de Compiègne Margny (ASCCM), dans l'Oise. Elle rejoint ensuite le SQBB et sa section sport-étude pour une saison cadette avant d'arriver dans le milieu professionnel à Orchie (5 ans) puis à Bourges (5 ans) en 1ère Division (N1A devenue par la suite LFB), gagnant à deux reprises le championnat national en 1995 et 1996, mais aussi la coupe d’Europe Liliana-Ronchetti (deuxième coupe d'européens - C2) en 1995.
Elle portera également le maillot de l'équipe de France à 79 reprises (entre 1989 et 1994) sous lequel elle marquera 373 points et gagnera une médaille d'argent au championnat d'Europe de 1993. 

## Club
- 1989-1992 :  Orchies
- 1992-1995 :  Bourges

## Palmarès

### Sélection nationale
Championnat du monde 
- 9e du Championnat du monde 1994, Australie

Championnat d'Europe
- Médaille d'argent du Championnat d'Europe 1993 à Pérouse, Italie

Autres
- - Début en Équipe de France le 27 décembre 1989 à Tel Aviv contre Israël
  - Dernière sélection le 29 décembre 1994 à Valenciennes contre l'Allemagne